# Disc Dimension

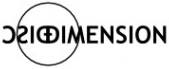
Logo von Disc Dimension

Disc Dimension ist ein Schweizer Discgolfverein aus Winterthur. Der Verein wurde 2004 von Stephan Müller und Dan Sellers gegründet, da der bisher existierende Discsportverein Sky Hawks sich mit der Zeit zunehmend auf Ultimate Frisbee konzentriert hat und dementsprechend Discgolf nicht mehr vertreten hat.
Bereits 1990 entstand in Winterthur auf dem Grüzefeld der erste feste Discgolfparcours der Schweiz, der inzwischen vom Verein betreut wird. Eine Zeit lang existierte noch ein zweiter Parcours auf dem Reitplatz, der jedoch bei der Neugestaltung des Reitplatzes nicht mehr berücksichtigt wurde und daher zugewachsen ist. 2009 wurde auf dem Reitplatz auch eine Schweizer Meisterschaft ausgetragen. Ein kleinerer Parcours befindet sich in der Nähe des Grüzefeldparcours beim Deutweg.

## Erfolge
Verschiedene Mitglieder des Vereins können nationale und internationale Erfolge vorweisen:
Stephan Müller
- Vize-Europameister Doubles Kategorie Mixed 2014
- Schweizer Meister Kategorie Open 1995, 1996, 1998, 1999, 2001–2016
- Swisstour Sieg Open Herren 1997, 1998, 2000, 2002–2008, 2010, 2011, 2013–2017
- Schweizer Doubles Meister Kategorie Open 2007, 2010, 2013–2016
- Schweizer Doubles Meister Kategorie Mixed 2017

Natalie Holloköi
- Eurotoursieg Open Damen 2015
- Vize-Europameisterin 2014
- Schweizer Meisterin 1993, 1994, 2009, 2011–2014, 2017
- Schweizer Doubles Meisterin Kategorie Mixed 2012, 2013
- Swisstour Siegerin Open Damen 2011, 2013, 2016

Fredy von Allmen
- Schweizer Doubles Meister Kategorie Open 2010

Dan Sellers
- Schweizer Doubles Meister Kategorie Open 2007

Julia Burkhard
- Schweizer Doubles Meisterin Kategorie Mixed 2017